# Sainte-Foy (Landes)
Sainte-Foy település Franciaországban, Landes megyében. Lakosainak száma 251 fő (2022. január 1.). Sainte-Foy Gaillères, Lacquy, Pouydesseaux, Saint-Cricq-Villeneuve és Villeneuve-de-Marsan községekkel határos.

## Népesség
A település népessége az elmúlt években az alábbi módon változott:
| Lakosok száma | 106  | 99   | 131  | 211  | 280  | 273  | 253  | 252  | 252  | 251  |
|               | 1968 | 1982 | 1990 | 2006 | 2013 | 2015 | 2017 | 2019 | 2020 | 2022 |